# カルル・ダヴィドフ
カルル・ユーリエヴィチ・ダヴィドフ（ロシア語:Карл Юльевич Давыдов；ラテン文字表記の例:Karl Yulievich Davidov、1838年3月15日 - 1889年2月26日 モスクワ）は19世紀ロシア帝国の著名なチェリスト、作曲家、音楽教師。サンクトペテルブルク音楽院教授。チャイコフスキーから「チェロ界の帝王」と呼ばれた。

## 生涯
ロシア帝国（当時）クルディーガ（現・ラトヴィア領）で音楽愛好家の家庭に生まれる。父親は医師で、素人のヴァイオリン奏者だった。
5歳からピアノを始めるが、10歳でチェロに転向し、モスクワ劇場の首席チェリストのハインリヒ・シュミットに師事する。18歳でサンクトペテルブルク大学で数学を専攻した後、作曲家としての道を究めるべくライプツィヒ音楽院でモーリツ・ハウプトマンに入門するが、22歳の時にはドレスデンで、ボッケリーニ作品の改訂で有名なグリュッツマッハーにも指導を受けた。その後はライプツィヒ・ゲヴァントハウス管弦楽団で正規のチェロ奏者として活躍するかたわら、余暇に作曲を続けた。帰国後にサンクトペテルブルク音楽院チェロ科の主任教授に就任。1870年に後援者より贈られたストラディヴァリウスのチェロは、ジャクリーヌ・デュ・プレの手を経て、現在はヨーヨー・マの手に渡っている。
ダヴィドフの主要な作品に、4つのチェロ協奏曲がある。いずれもメンデルスゾーンやシューマンを手本としたドイツ・ロマン派音楽の流れを汲むもので、スラヴ民族的な表現はさほど目立たない。むしろチェロのための小品が有名で、『泉にて À la fontaine』がとりわけ名高い。
イヴァン・マゼーパを題材にしたアレクサンドル・プーシキンの詩「ポルタヴァ」をもとにオペラを作曲しようとして、1880年にヴィクトル・ブレニンに台本を書いてもらったが、ダヴィドフにオペラ作曲の時間がないとわかるや、ブレニンは台本をチャイコフスキーに渡してしまった。

## 後世への影響
ダヴィドフの意見によると、チェロの演奏技巧はヴァイオリンを出発点としているのであって、チェロの学生たちには、ヴァイオリン奏者を注意深く観察するのが最も良いと助言している。ダヴィドフは、グリュッツマッハーの影響のもとに、解剖学的・生理学的な知見からチェロの演奏法に改良を加えた。門人にユリウス・クレンゲルやアレクサンドル・ヴェルジビロヴィチ、（アントニン・ドヴォルザークから『チェロ協奏曲ロ短調』を献呈された）ハヌシュ・ヴィハーンがいる。